# Avatar (computer)

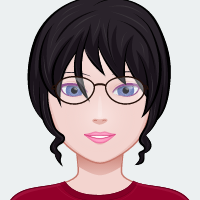
Internetavatar

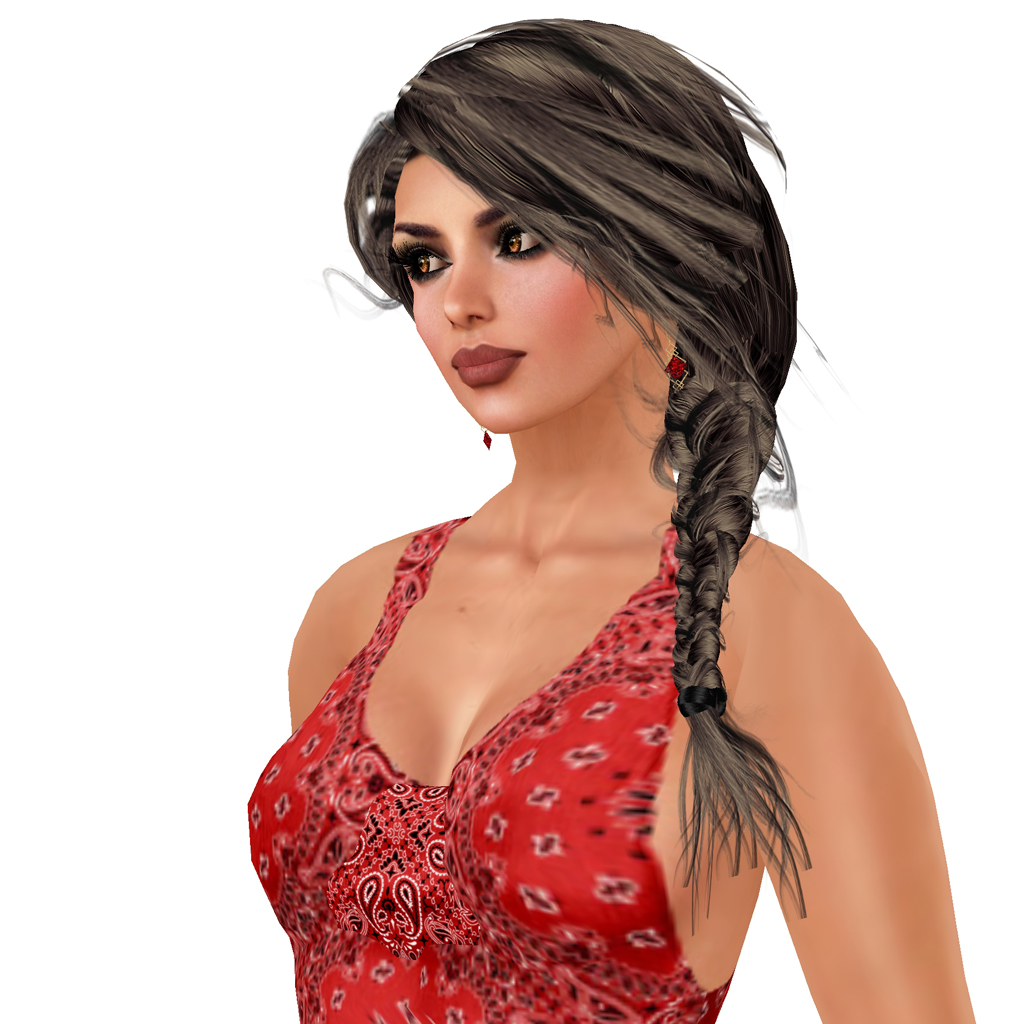
Vrouwelijke avatar in Second Life

Een avatar is een plaatje dat als gebruikersafbeelding op het internet gehanteerd wordt, bijvoorbeeld op internetforums als Twitter of in chatprogramma's als Windows Live Messenger. Deze afbeeldingen zijn meestal vrij klein, bijvoorbeeld tussen de 48×48 en 150×150 pixels (soms ook 100×100 of 100×200), maar kunnen soms vergroot worden door erop te klikken. Bij de sociale media worden regelmatig selfies gebruikt als avatar,
Avatars staan hier meestal naast of onder de nickname van een lid. Een avatar is dan de representatie van de persoon van vlees en bloed in de virtuele wereld of fantasiewereld. Op sommige spelsites zijn avatars geen realistische portretfoto of -tekening van de werkelijke persoon maar een simpele versiering of een pictogram dat uitdrukking geeft aan een visuele voorkeur van de gebruiker.
In vele hedendaagse computerspellen wordt de avatar van de speler als een virtuele driedimensionale figuur uitgebeeld die door de speler kan worden bewogen en naar eigen smaak aangekleed en gestyled kan worden. Zo gebruiken 3D-platforms als Second Life en Habbo dit soort zeer realistische avatars. Meer cartoony personages worden gebruikt in games zoals Roblox en Minecraft. 
Sommige blogs maken gebruik van een systeem waarbij gravatars, ofwel globally recognized avatars, automatisch worden herkend en opgehaald uit een centrale database.
Daarnaast zijn er onderzoeksprojecten met avatars, zoals de twee gezamenlijke projecten, gefinancierd door het BMBF (Bondsministerie van Onderwijs en Onderzoek), AVASAG "Avatar-based voice assistant for automated sign translation" voor meer digitale toegankelijkheid, alsook EMMA "Emotional Mobile Assistant" voor ondersteuning bij psychologische stress op de werkplek en het gezamenlijke project, gefinancierd door het BMWi (Bondsministerie van Economische Zaken en Energie), EMMI "Empathic Human-Machine Interaction" om de acceptatie van autonoom rijden te vergroten.

## Etymologie
Het woord "avatar" komt uit het Sanskriet. In de hindoeïstische filosofie betekent het incarneren of verschijnen van een (abstracte) god in de wereld in de persoon van een levend wezen.